# Archidiocèse de Cashel et Emly
L'archidiocèse de Cashel et Emly est l'un des quatre archidiocèses métropolitains de rite romain que compte l'île d'Irlande. Son titulaire actuel, Kieran O'Reilly, siège à la cathédrale Notre-Dame-de-l'Assomption de Thurles.

## Historique

### Diocèse de Cashel
Le diocèse de Cashel (irlandais : Caisel Muman ; latin : Casselensis) a pour origine une abbaye-évêché  créée par les Eóganachta. Il devient un diocèse au Xe siècle et le premier évêque est Mael Isu Ua hAinmere (dit Malchus) évêque de Waterford. Il est élevé au rang d'archidiocèse en 1152 après le synode de Kells-Mellifont. Il avait alors comme suffragants :
- le diocèce d'Ardfert,
- le diocèse de Cloyne,
- le diocèse d'Emly, (cf. ci-dessous, depuis 1718),
- le diocèse de Cork,
- le diocèse de Kilfenora,
- le diocèse de Killaloe,
- le diocèse de Limerick,
- le diocèse de Lismore,
- le diocèse de Roscea (supprimé peu après sous le règne de Domnall Mor O'Brien),
- le diocèse de Ross,
- le diocèse de l'Île Scattery (gaélique : Inis Cathaig),
- le diocèse de Waterford suffragant à l'origine de l'archevêque de Cantorbéry.

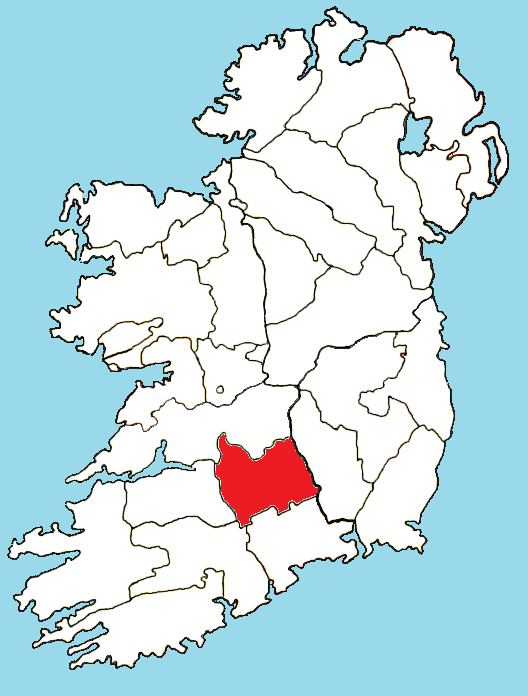
Localisation de l'archidiocèse en Irlande.
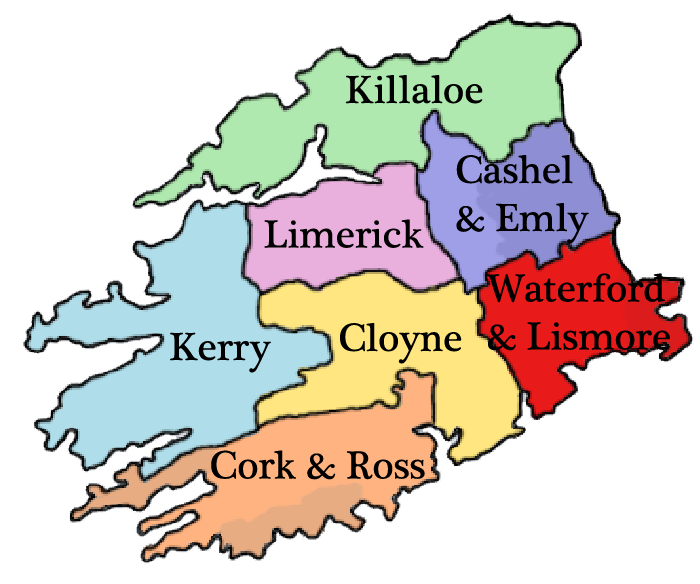
Emplacement de l'archidiocèse parmi la province ecclésiastique de Cashel et Emly.

### Diocèse d'Emly
Le diocèse d'Emly (irlandais : Imlech Ibair ; latin : Imilicensis, Ymlicensis) a pour origine l'abbaye fondée par Conaing ua Daint mort en 661. Diarmait Ua Flainn Chua (mort en 1114) abbé d'Emly depuis 1092 devient le premier évêque séculier. Son successeur en mars 1152 Gilla in Choimded, participe au synode de Kells-Mellifont comme vicaire général. Il est possible qu'Ua Ruadgussa (mort en 1126) et Mac Rait Ua Faillechain (mort en 1143) deux évêques dont les sièges ne sont pas connus soient des évêques d'Emly. À partir de 1718, l'archevêque de Cashel est ipso facto administrateur apostolique d'Emly. L'union des deux sièges au sein de l'archidiocèse de Cashel et Emly est formalisée le 26 janvier 2015. 

## Archevêques
Liste des dix derniers archevêques :
- Robert Laffan (1823-1833)
- Michael Slattery (1833-1857)
- Patrick Leahy (1857-1875)
- Thomas Croke (1875-1902)
- Thomas Fennelly (1901-1913)
- John Harty (1913-1946)
- Jeremiah Kinane (1946-1959)
- Thomas Morris (1959-1988)
- Dermot Clifford (1988-2014)
- Kieran O'Reilly (depuis le 22 novembre 2014-)

## Source
- (en) T.W Moody, F.X. Martin, F.J. Byrne A New History of Ireland IX Maps, Genealogies, Lists. A companion to Irish History part II . Oxford University Press réédition 2011  (ISBN 9780199593064)